# Wolfgang Schmidt-Hidding
Wolfgang Schmidt-Hidding (* 27. Februar 1903 in Berlin-Steglitz; † 7. Oktober 1967 in Bonn) war ein deutscher Anglist.

## Leben
Schmidt studierte in Berlin und Marburg (Lahn), wo er 1927 bei Ernst Elster in der Germanistik promoviert wurde. Seit 1928 war er Assistent am anglistischen Seminar bei Max Deutschbein, 1931 habilitierte er sich mit einer Studie zur englisch-schottischen Ballade. Im November 1934 erhielt er einen Lehrauftrag in Marburg und wurde am 30. Juni 1937 außerordentlicher Professor. Im Wintersemester wurde er nach Bonn versetzt, wo er Anglistik an der Rheinischen Friedrich-Wilhelms-Universität lehrte und ab 1941 als Ordinarius tätig war. In der Schrift Neuphilologie als Auslandswissenschaft auf der Grundlage des Sprachstudiums entwickelte er 1934 eine völkische Anglistik. Von 1942 bis 1944 war er als Dolmetscher für die Wehrmacht eingesetzt. 1944/45 lehrte er noch in Münster und als Vertreter für Ferdinand Eichler in Graz, wo er am 9. Mai 1945 entlassen wurde. Bis 1948 war er interniert. Ab 1949 durfte er sich offiziell Schmidt-Hidding nennen.
Schmidt-Hidding war nach der Entnazifizierung von 1961 bis 1967 wieder Lehrstuhlinhaber in Bonn. 1953 übernahm er den Vorsitz im Vereinsvorstand der internationalen Austauschorganisation Experiment e.V. Das Amt hatte er bis zu seinem Tod im Jahr 1967 inne.
In der Anglistik widmete sich Schmidt-Hidding sprachwissenschaftlichen Forschungen, insbesondere der vergleichenden Wortforschung und der Stilistik. Zusätzlich betrieb er Forschungen auf dem Gebiet des literarischen Humors. Ein erstes Hauptseminar zum englischen Humor veranstaltete Schmidt-Hidding im Jahr 1939.
Im Zuge der Machtübergabe an die Nationalsozialisten wurde Schmidt-Hidding 1933 Mitglied der NSDAP und der SA. Ab 1935 gehörte er dem NS-Dozentenbund an. Auch gehörte er zu den Deutschen Christen. Im November 1933 unterzeichnete er das Bekenntnis der deutschen Professoren zu Adolf Hitler. Während des Zweiten Weltkrieges war er Spartenleiter beim Kriegseinsatz der Geisteswissenschaften (Aktion Ritterbusch) und hielt Vorträge für die Deutsche Arbeitsfront. Er schrieb Gutachten über die weltanschauliche Eignung der Kollegen.

## Veröffentlichungen
- Beiträge zur Stilistik von Hölderlins "Tod des Empedokles". Elwert, Marburg an der Lahn 1927
- William Shakespeare. Heft 30 von Berckers Kleiner Volksbibliothek, Verlag Butzon & Bercker, Kevelaer 1950
- Sieben Meister des literarischen Humors in England und Amerika (Geoffrey Chaucer, William Shakespeare, Henry Fielding, Laurence Sterne, Charles Lamb, Charles Dickens, Mark Twain). Quelle & Meyer, Heidelberg 1959
- Englische Idiomatik in Stillehre und Literatur. In: Studien und Texte zur englischen Philologie, Hueber, München 1962
- Humor und Witz. Europäische Schlüsselwörter, Band I. Hueber, München 1963; Mitherausgeber von Band II: Kurzmonographien zu Wörtern im geistigen und sozialen Raum, 1964, und von Band III: Kultur und Zivilisation, 1967
- Überblick über die englischen Stilepochen. In: Annemarie Schöne: Abriß der englischen Literaturgeschichte in Tabellen. Athenäum, Frankfurt am Main/Bonn 1965, S. XV–XXV
- Die Entwicklung der englisch-schottischen Volksballaden. 1. Teil, in Anglia Band 57 (1933) Heft 1, S. 1–77
- Die Entwicklung der englisch-schottischen Volksballaden. 2. Teil: Struktur und Stilentwicklung der Childballaden in Anglia Band 57 (1933) Heft 2, S. 113–207, auch in: Probleme der Volksballadenforschung, hersg. von Elisabeth Pflüger-Bouillon, Wiss. Buchgesellschaft Darmstadt 1975 S. 329–427 (Wege der Forschung Band 73)
- Die Entwicklung der Edward-Ballade. Anglia Band 57 (1933) S. 277–312
- Die englischen und schottischen Volksballaden. in Zeitschrift für neusprachlichen Unterricht Band 35 (1936), Heft 5, Weidmannsche Buchhandlung Berlin S. 289–313
- Schottische Volksballaden mit ihren Melodien. Hrsg. von W.S-H, Verlag von Julius Beltz, Langensalza, Berlin, Leipzig 1936
- Stanley Baldwin und Lloyd George, zur Typologie der politischen Rede. in Festschrift für Max Deutschbein, Leipzig 1936
- Die Volksballade von den drei Raben. Neuphilolog. Monatsschrift 8 (1937) S. 81–97
- Die Volksballaden von Tom dem Reimer. in Anglia 1937
- Sinnesänderung und Bildvertiefung in Shakespeares Sonetten, 1938
- Stanley Baldwin, Persönlichkeit, Lehre und Stil, Verlag Diesterweg, Frankfurt, 1938
- Gemeinsame Themen deutscher, englischer und schottischer Volksballaden, 1939
- Die Wertlehre in Troilus und Cressida, 1940
- Shakespeares Stilkritik in den Sonetten, 1951
- Bernard Shaw, Leben, Persönlichkeit und Werke. Heft 51 in Berckers Kleiner Volksbibliothek, Verlag Butzon und Bercker, Kevelaer 1953
- Wegweiser durch die neuere englische Literatur, ein Nachschlagewerk. bearbeitet von W S-H und Annemarie Schöne. Athenäum-Verlag, Bonn 1952
- Englischer Sprachrhythmus. Sonderdruck aus der Zeitschrift Die Neueren Sprachen, Heft 1, 1952, Neue Folge, Verlag Moritz Diesterweg, Frankfurt
- Probleme neuenglischer idiomatischer Wendungen. Sonderdruck aus der Zeitschrift Die Neueren Sprachen, Heft 5/1955, Neue Folge, Verlag Moritz Diesterweg, Frankfurt
- What’s in a Name ? Vortrag auf der 7. Internationalen Versammlung des Experiment in International Living in den Niederlanden am 7. September 1955, Druck: Rheinische Verlagsanstalt, Bad Godesberg, Hansahaus
- Synonymik nach Sinnbezirken im Englischen. aus Sprache – Schlüssel zur Welt, Festschrift für Leo Weisgerber, Pädagogischer Verlag Schwann, Düsseldorf 1956
- Das Verhältnis von Idiomatik und Grammatik, Grundzüge einer Idiomatik. Sonderdruck aus Der Deutschunterricht, Beiträge zu seiner Praxis und wissenschaftlichen Grundlegung, Ernst Klett Verlag, Stuttgart 1956
- 1.000 idiomatische englische Redensarten. mit Erklärungen und Beispielen von Reginald Wykeham. Neubearbeitung 1959 von W S-H und Robert Dodd. Langenscheid KG Verlagsbuchhandlung, Berlin-Schöneberg
- Edward, Edward in der Balladenwelt. Sonderdruck aus Festschrift zum 75. Geburtstag von Theodor Spira. Carl Winter Universitätsverlag, Heidelberg 1961, S. 100–112
- Stimmführung und Grundformen englischer und deutscher Sätze, ein Arbeitsprogramm. aus: Wirkendes Wort, Heft 2, Jahrgang 13, Pädagogischer Verlag Schwann, Düsseldorf 1962
- Methoden der Interpretation englischer Gedichte. Sonderdruck aus der Zeitschrift Die neueren Sprachen, Heft 5, Jahrgang 1962, Verlag Moritz Diesterweg, Frankfurt. Vortrag vor den westfälischen Neuphilologen in Soest am 10. Juni 1961
- Probleme englischer Wortbildung. Sonderdruck aus Heft 1, 1962, des Mitteilungsblatts des Allgemeinen Deutschen Neuphilologenverbandes
- dtv-Lexikon der Weltliteratur. hersg. von Gero von Wilpert, in vier Bänden, 1963 Alfred Kröner Verlag, Stuttgart, 1971 Deutscher Taschenbuch Verlag, München, Bearbeitung der Englischen Literatur (z. T.)
- Sprichwörtliche Redensarten, Abgrenzungen, Aufgaben der Forschung. in: Rheinisches Jahrbuch für Volkskunde, 7. Jahrgang, S. 95–144
- Deutsche Sprichwörter und Redewendungen. Vom Gebrauch der bildhaften Redewendungen im Deutschen. Sonderdruck aus Deutschunterricht für Ausländer, Heft 1–2, 13. Jahrgang, 1963
- Das Beispielhafte im Fassungsvergleich der Volksballaden. In: Festgabe für Friedrich Schubel. Verlag Diesterweg 1964
- Learning English, Book of English Verse. Hrsg. von W S-H und Werner Hüllen, Ernst Klett Verlag, Stuttgart 1966
- Learning English, Wege zum Verständnis englischer Gedichte. Ernst Klett Verlag, Stuttgart 1966
- English and Scottish Popular Ballads. Hrsg. und komm. von W S-H und Elisabeth Bouillon. Verlag Moritz Diesterweg, Frankfurt, Berlin, München, 3. Auflage 1969